# Tessellatia
Tessellatia bonapartei
Genre
Espèce
Tessellatia est un genre fossile de cynodontes probainognatiens ayant vécu durant le Trias supérieur dans ce qui aujourd'hui l'Argentine. Une seule espèce est connue, Tessellatia bonapartei, décrite en 2022 à partir d'un crâne partiel découvert dans la formation de Los Colorados, au sein de la province de La Rioja.

## Découverte et dénomination
Le spécimen holotype de Tessellatia, PULR-V121, a été découvert dans les couches supérieures de la formation de Los Colorados dans le parc national Talampaya dans la province de La Rioja, en Argentine. Le spécimen se compose d'un crâne partiel, y compris le museau et la région orbitale, et les mâchoires inférieures.
En 2022, Gaetano (d) et al. décrivent Tessellatia comme un nouveau genre et une nouvelle espèce de cynodontes probainognatiens. Le nom générique est dérivé du latin tessella, les tuiles individuelles constituant une mosaïque, en référence aux caractéristiques basaux et dérivées observées dans le taxon. L'épithète spécifique bonapartei, honore le paléontologue argentin José Bonaparte, qui a décrit les premiers fossiles de cynodontes au sein de la formation de Los Colorados.